# Milcho Manchevski
Milcho Manchevski (en macedoni Милчо Манчевски,  ˈmilt͡ʃɔ ˈmant͡ʃɛfski) és un director de cinema, fotògraf i artista macedoniamericà.

## Treball
La seva pel·lícula Abans de la pluja va ser anomenada per Annette Insdorf "un dels millors llargmetratges de debut de la història del cinema". The New York Times la va incloure a la seva llista Guia de les 1.000 millors pel·lícules mai fetes. Va guanyar el Lleó d'Or al Venècia, Independent Spirit, va ser nominat a un Premi Oscar i va guanyar 30 premis més.
També va fer els múltiples premiats Dust, Senki, Majki, Bikini Moon i Vrba, i els curtmetratges The End of Time, Thursday, Macedonia Timeless, Tennessee and 1.73.
Les seves pel·lícules han estat projectades als festival Venècia, Berlín, Toronto, São Paulo, Istanbul , Tòquio, Jerusalem, Hong Kong, Estocolm, València, Sundance, Cinequest, Raindance, Aspen, Jihlava, Mons, Xangai, Pequín, Goa, Bangalore, Sofia, Sarajevo i les seves pel·lícules s'han distribuït a més de 50 països.(xinès)
Ha ensenyat i donat conferències a la Feirstein Graduate School al Brooklyn College, a la Tisch School of the Arts a la Universitat de Nova York, el VGIK a Moscou, a EICTV a Cuba, London Film School, University of Texas at Austin, Chicago University, Cambridge University i Cineteca di Bologna.
Manchevski va guanyar el millor director al Raindance Film Festival 2020 per Vrba.

## Filmografia

### Llargmetratges
| Any  | Pel·lícula        | Director | Guionista | Productor | Premis / Notes |
| ---- | ----------------- | -------- | --------- | --------- | --- |
| 1994 | Abans de la pluja | Sí       | Sí        | No        | Lleó d'Or al Festival de Cinema de Venècia, Independent Spirit, Nominació a l'Oscar, Premi FIPRESCI                     |
| 2001 | Dust              | Sí       | Sí        | No        | Nominació al premi Golden Reel (Millor edició de so), 2002                                                              |
| 2007 | Senki             | Sí       | Sí        | Sí        | Syracuse Film Festival, 2008: Nominació a la millor actriu, Vesna Stanojevska, Park City Film Music Festival            |
| 2010 | Majki             | Sí       | Sí        | Sí        | FEST: Premi Especial del Jurat a la selecció Europe Out of Europe, 2011, FEDEORA                                        |
| 2017 | Bikini Moon       | Sí       | Sí        | Sí        | Premi Especial del Jurat de la Setmana dels Directors a Fantasporto                                                     |
| 2019 | Vrba              | Sí       | Sí        | Sí        | Millor director al Raindance; Millor llargmetratge a Cinequest, XXXV edició de la Mostra de València – Palmera de Plata |
|      | Kaymak            | Sí       | Sí        | Sí        | En postproducció |

### Curtmetratges
- The End of Time (2017)
- Thursday (2013)
- Buddies: Race – Skopsko for Us (2015)
- Buddies: Filip – Skopsko for Us (2015)
- Buddies: Green Car – Skopsko for Us (2015)
- Macedonia Timeless: Mountains (2008)
- Macedonia Timeless: Temples (2008)
- Macedonia Timeless: Archaeology (2008)

### Televisió
- The Wire ("Game Day") (2002)[5]

### Vídeos musicals
- Kiril Dzajkovski – Red Safari (2019)
- Kiril Dzajkovski – Dawn (2019)
- Krte Rodzevski – Eh Ljubov (2019)
- Nina Spirova – Eden baknez (2007)
- Kiril Dzajkovski – Jungle Shadow (2007)
- Kiril Dzajkovski – Primitive Science (2001)
- Kiril Dzajkovski – The Dead Are Waiting (2001)
- Kiril Dzajkovski – Brothel Tango (2001)
- Roachford – This Generation (1994)
- Arno Hintjens – Vive ma liberte (1993)
- George Lamond – Baby I Believe in You (1992)
- Sonia Dada – You Ain't Thinking (About Me) (1992)
- School of Hard Knocks – A Dirty Cop Named Harry (1992)
- Arrested Development – Tennessee (1991)[13]
- Riff – If You're Serious (1991)
- Deskee – Kid Get Hyped (1991)
- Partners in Kryme – Undercover (1990)
- Bastion – Hot Day in Mexico (1985)
- Leb i sol – Aber dojde, Donke (1983)